# Pyrex

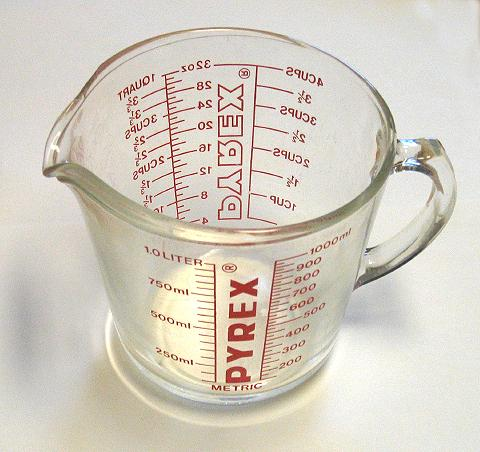
Una jarra medidora de Pyrex fabricada hacia 1980, con graduaciones tanto en sistema métrico como en sistemas habituales de EE. UU.

Pyrex (marca registrada como PYREX) es una marca introducida por Corning Inc. en 1915 para denominar una línea de vidrio borosilicatado transparente de baja expansión térmica, utilizado para cristalería de laboratorio y utensilios de cocina. Posteriormente se amplió para incluir productos transparentes y translúcidos fabricados con vidrio de sosa y cal. 
Este vidrio tiene la particularidad de resistir altas temperaturas (superiores a 400 °C) y se utiliza en platos de cocina.
Corning ya no fabrica ni comercializa utensilios de cocina y para horno de vidrio. Corelle Brands, que se separó de Corning Inc. en 1998 con el nombre de Corning Consumer Products Company, desde que cambió su nombre, continúa licenciando la marca pyrex (todo en minúsculas) para su línea de productos de utensilios de cocina de vidrio de sosa y cal templado, vendidos para el mercado de consumo en los Estados Unidos, América del Sur y Asia. En las regiones de Europa, África y Oriente Medio, la marca PYREX (en mayúsculas) está autorizada por International Cookware para su uso en sus productos de vidrio de borosilicato. La marca también se ha utilizado para utensilios de cocina (tanto de vidrio como no) en distintas regiones durante varias décadas.

## Historia

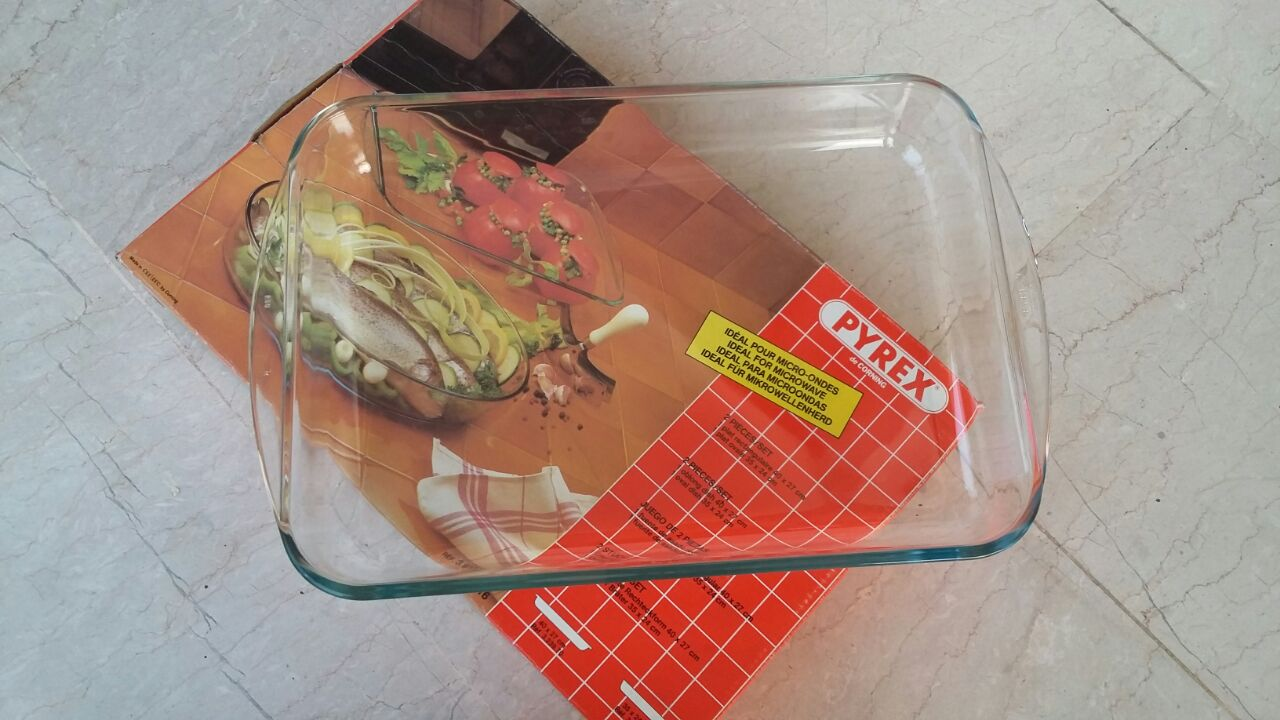
Cristalería PYREX de Corning Inc.

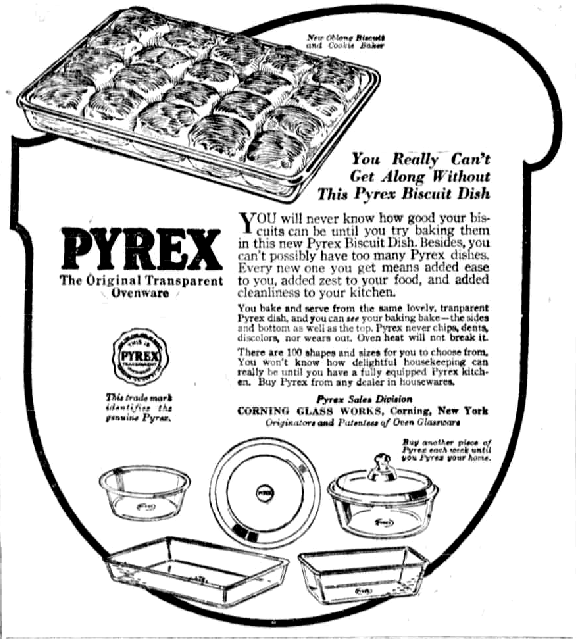
Anuncio en un periódico mostrando utensilios para hornear de Pyrex (1922)

El vidrio de borosilicato fue fabricado por primera vez por el químico y tecnólogo de vidrio alemán Otto Schott, fundador de Schott AG en 1893, 22 años antes de que Corning produjera la marca Pyrex. Schott AG vende el producto bajo el nombre de "Duran".
En 1908, Eugene Sullivan, director de investigación de Corning Glass Works, desarrolló Nonex, un vidrio de baja expansión de borosilicato, para reducir la rotura de globos de linterna resistentes a los golpes y frascos para baterías. Sullivan había aprendido sobre el vidrio de borosilicato de Schott como estudiante de doctorado en Leipzig, Alemania. Jesse Littleton, de Corning, descubrió el potencial de cocción del vidrio de borosilicato al darle a su esposa Bessie Littleton una cacerola, hecha a partir de un recipiente de batería Nonex cortado por su base. Corning eliminó el plomo del Nonex y lo desarrolló como un producto de consumo. El Pyrex hizo su debut público en 1915 durante la Primera Guerra Mundial, situado en los mercados como una alternativa estadounidense al "Duran".
Un ejecutivo de Corning dio la siguiente explicación de la etimología del nombre «Pyrex»:

La palabra PYREX es probablemente un término puramente arbitrario que se ideó en 1915 como una marca comercial para productos fabricados y vendidos por Corning Glass Works. Si bien algunas personas han pensado que estaba formado por la palabra griega pyr y la latina rex, siempre hemos mantenido la afirmación de que ningún graduado de Harvard haya sido el culpable de un híbrido tan clásico. En realidad, teníamos varias marcas anteriores que terminaban en las letras ex. Uno de los primeros productos comerciales que se vendió con la nueva marca fue un molde para pasteles y, en interés de la eufonía, la letra r se insertó entre el pastel («pie» en inglés) y el ex, y todo se condensó en PYREX.

A finales de la década de 1930 y 1940, Corning también introdujo otros productos bajo la marca Pyrex, incluyendo vidrio opaco templado de sosa-cal para cuencos y utensilios para hornear, y una línea denominada Pyrex Flameware para su uso en fogones; este vidrio de aluminosilicato tenía un tinte azulado causado por la adición de sulfato de aluminio. En 1958, John B. Ward inició un departamento de diseño interno. Rediseñó los utensilios Pyrex y Flameware. Con los años, diseñadores como Penny Sparke, Betty Baugh, Smart Design, TEAMS Design y otros han contribuido al diseño de la línea.
Corning se deshizo de Corning Consumer Products Company (ahora conocida como Corelle Brands) en 1998 y la producción de productos de consumo Pyrex se fue con ella. Su licencia previa del nombre a Newell Cookware Europe se mantuvo vigente. El ffabricante de utensilios de cocina con sede en Francia Arc International adquirió el negocio europeo de Newell a principios de 2006 y pasó a poseer los derechos de la marca en Europa, el Oriente Medio y África.

## Componentes

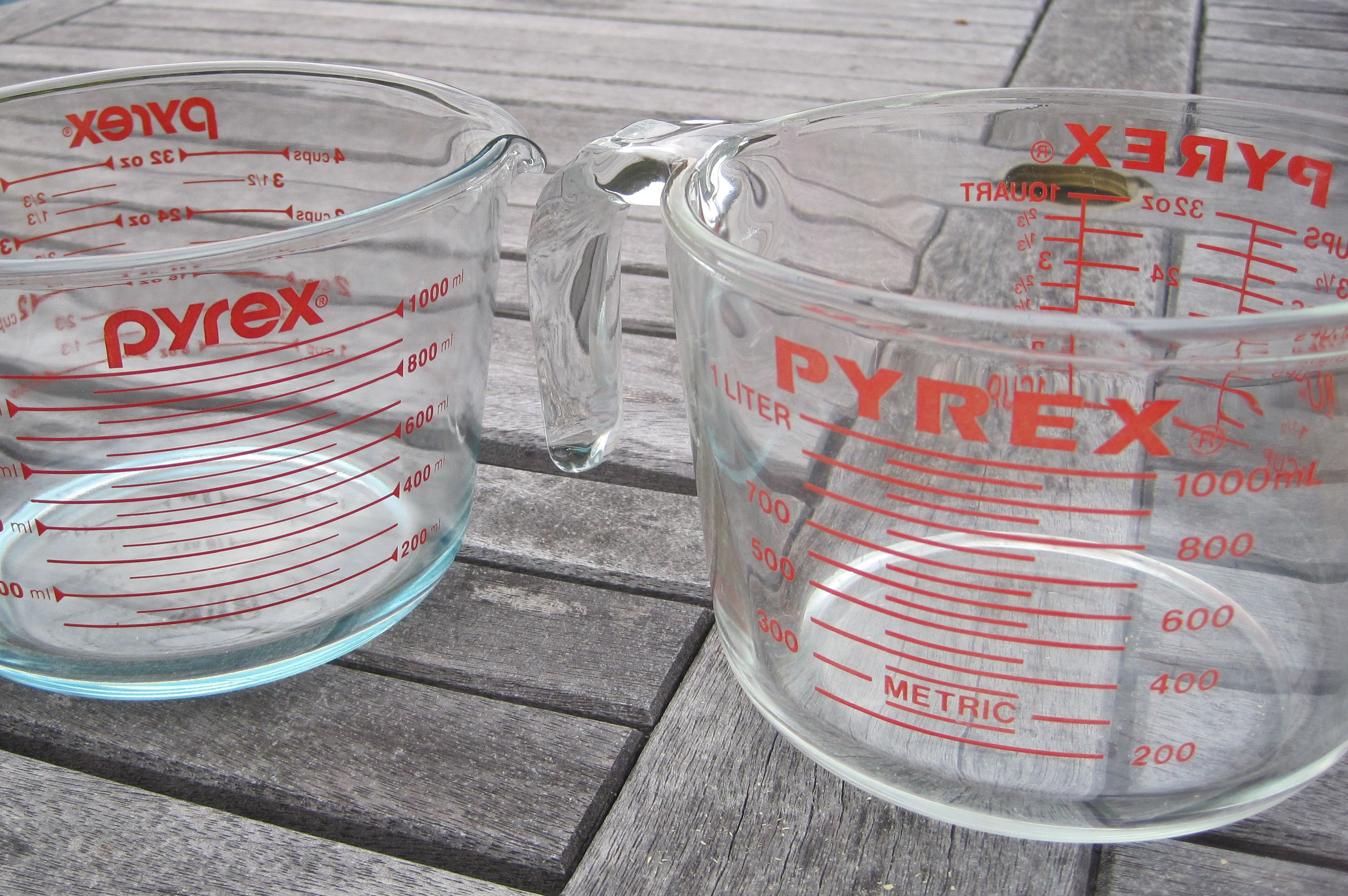
Una jarra medidora de Pyrex de vidrio borosilicatado transparente producida por Corning (derecha); y otra de vidrio de sosa-cal de Pyrex templado transparente, producida por World Kitchen (izquierda, se distingue por su logotipo diferente y su tinte azulado)

Los Pyrex de vidrio transparente más antiguos fabricados por Corning, los productos Pyrex de Arc International y la cristalería de laboratorio Pyrex están hechos de vidrio de borosilicato. Según el Instituto Nacional de Estándares y Tecnología, el borosilicato Pyrex se compone de (porcentajes en peso):
- 4,0% de boro, 54,0% de oxígeno, 2,8% de sodio, 1,1% de aluminio, 37,7% de silicio y 0,3% de potasio.[9][10]

Según el proveedor de vidrio Pulles y Hannique, el borosilicato Pyrex está fabricado con el vidrio Corning 7740, y es equivalente en la formulación al vidrio Schott Glass 8330 vendido bajo la marca "Duran".
La composición del Corning 7740 y del Schott 8330 se da como:
- 80,6% de SiO2, 12,6% de B2O3, 4,2% de Na2O, 2,2% de Al2O3,

0,1% de CaO, 0,1% de Cl, 0,05% de MgO y 0,04% de Fe2O3
A partir de la década de 1980, la producción de utensilios de cocina de vidrio Pyrex transparente fabricados por Corning (y más tarde por Corelle Brands, después de que la división de consumo se separó y cambió de nombre) se modificó a vidrio templado de sosa y cal, como sus utensilios para hornear translúcidos. Este cambio se justificó al afirmar que el vidrio de sosa y cal tiene mayor resistencia mecánica que el borosilicatado — lo que lo hace más resistente a la fractura cuando se cae, lo que se considera la causa más común de rotura en los utensilios de vidrio para hornear. Además, es más barato de producir y más ecológico. Sin embargo, su resistencia al choque térmico es menor que la del borosilicato, lo que lleva a una posible rotura por estrés térmico si se usa en contra de las recomendaciones. El Pyrex europeo seguía siendo fabricado con borosilicato.
Las diferencias entre los productos de vidrio de la marca Pyrex también han generado controversia con respecto a los problemas de seguridad; en 2008, la Comisión de Seguridad de los Productos de Consumo publicó que había recibido 66 quejas de usuarios que informaban de que su cristalería Pyrex se había roto en los últimos diez años, pero concluyó que los utensilios para hornear de vidrio Pyrex no presentan problemas de seguridad. La revista de asuntos del consumidor Consumer Reports investigó el problema y publicó los resultados de las pruebas, en enero de 2011, confirmando que los utensilios para hornear de vidrio de borosilicato eran menos susceptibles a la rotura por choque térmico que los utensilios para hornear de sosa y cal templados. Sin embargo, admitieron que sus condiciones de prueba eran «contrarias a las instrucciones» proporcionadas por el fabricante. STATS analizó los datos disponibles y descubrió que la forma más común en la que los usuarios resultaron heridos por la cristalería fue a través de roturas mecánicas, golpes o caídas, y que «el cambio a la cal con sosa representa un mayor beneficio neto de seguridad».

## Uso en telescopios

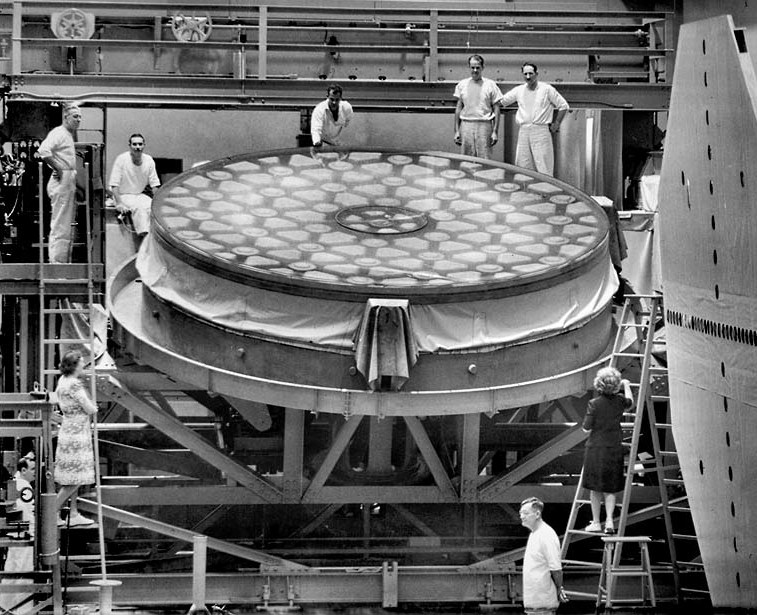
Vidrio Pyrex utilizado en el espejo del telescopio Hale

Debido a sus características de baja expansión, el vidrio de borosilicato Pyrex es a menudo el material elegido para la óptica reflectante en aplicaciones de astronomía.
En 1932, George Ellery Hale se puso en contacto con Corning, plantando a la compañía el desafío de fabricar un espejo de 200 pulgadas (5,1 m) para el proyecto del telescopio del Observatorio Palomar, por encargo del Instituto de Tecnología de California. Un esfuerzo previo para fabricar la óptica a partir de cuarzo fundido había fallado, y el bloque base de vidrio presentaba burbujas en su interior. Corning reinició el trabajo en el espejo, y entre 1934 y 1936 procedió a moldearlo de nuevo, pero esta vez con vidrio de borosilicato. Después de un año de enfriamiento, durante el cual casi se perdió el bloque de vidrio debido a una inundación, se completó el pulido del espejo en 1935. El primer bloque de vidrio defectuoso, se exhibe en el Museo del Vidrio Corning.